# 蛇池神社
蛇池神社（じゃいけじんじゃ）は、愛知県名古屋市西区にある神社。

## 概要
正式名称は「龍神社」であるが、「蛇池」と呼ばれる池のほとりに拝殿が建てられていることに依る通称の方が知られている。

## 由緒

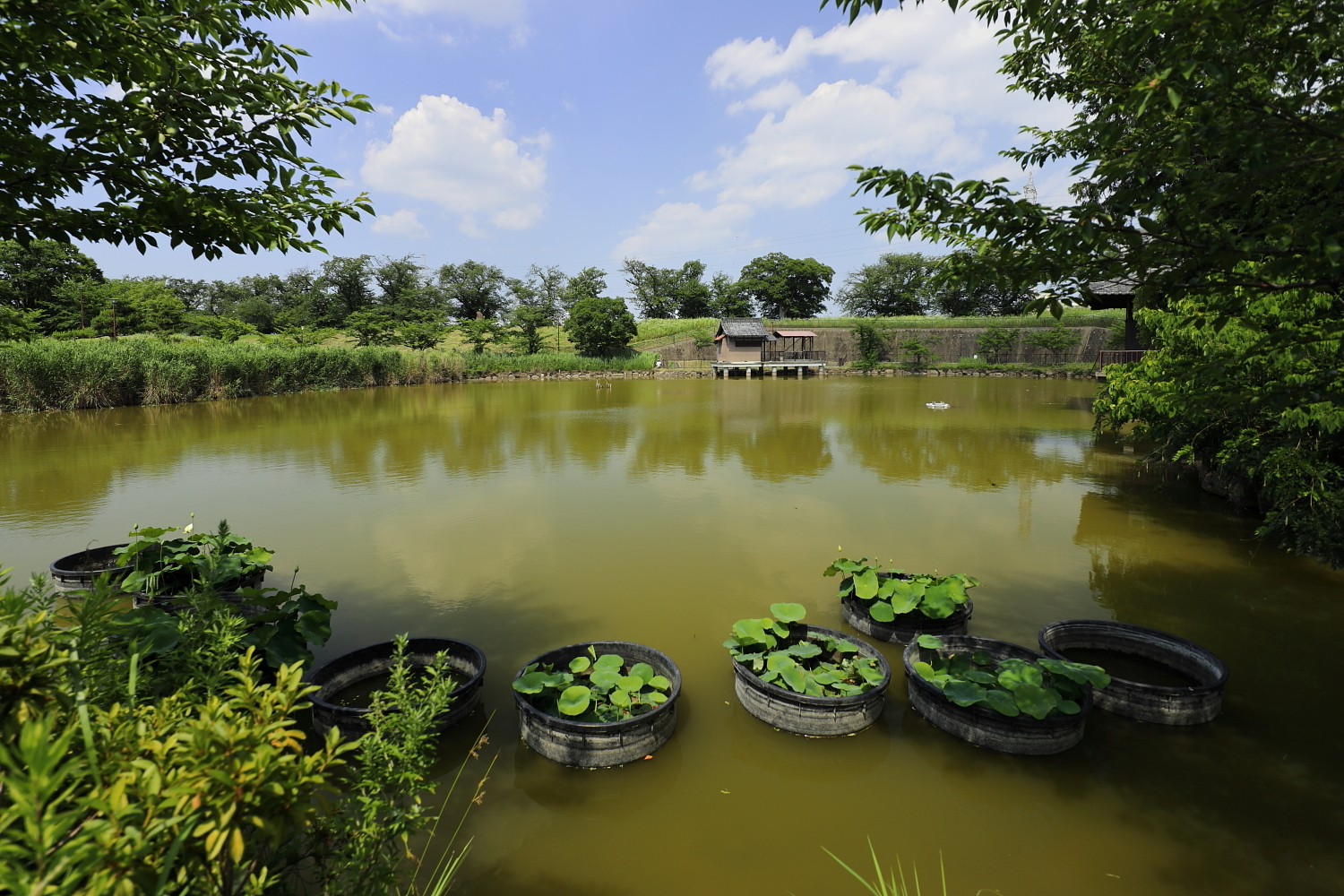
蛇池
（2023年（令和5年）7月）

かつてこの池は現在よりも大きかったと伝わっているが、ある時この池のほとりで大蛇が目撃された。村人の噂を聞いた若き日の織田信長は、周辺の村人達に池の水を全て汲み出すように命令したが幾ら汲んでも水は無くならず、自ら池の中に潜って大蛇を探したものの見つけることが出来なかった。更に水練の達者な鵜左衛門と言う男にも探させたがやはり見つけられなかったため、漸く信長は諦めたと言う。この話は、何でも徹底して行う信長の性格を現すエピソードとしても語られている。これをきっかけにして「小澪池」という名であったこの池は「蛇池」と呼ばれるようになった。後述の「櫃流し」などその後も龍神への信仰はあったが、社殿などは長らく建立されなかった。
ここに堂宇が建てられたのは1909年（明治42年）で、40日以上も続いた干ばつに対して光通寺の住職が雨乞いを行ない、その大願当日に大雨となったことから、龍神に感謝した村民により一宇が建立されたという。なお、現在の拝殿は1963年（昭和38年）に建て直されたもの。
1955年（昭和30年）に西春日井郡山田村が名古屋市に編入されたのを記念して、新川洗堰（洗堰緑地）の西側堤防など神社の周辺に多くの桜の樹が植えられた。「蛇池千本桜」とも呼ばれて長らく桜の名所として親しまれていたが、東海豪雨による河川改修の影響で一部を残して伐採されてしまった。近年では新たに桜が植樹されており、桜の名所としてかつての姿を取り戻しつつある。

## 神事

### 櫃流し
毎年4月第2日曜日に行われる。
惣右衛門という人の妻が、子供達にいじめられている小蛇を助けた。惣右衛門の妻は産後の肥立ちが悪く幼い子供を残して死んでしまったが、龍神が乳母となって残された子を育てた。これを知った惣右衛門が、御礼として池に赤飯を流したという話に由来する。この際には六所神社から行列を行なう。

### 夏祭
毎年8月20日に行われる。
万灯籠が美しい。「金魚花火」や盆踊りが行われる。

## 交通
- JR東海交通事業城北線 比良駅下車。
- 名古屋市営バス 名駅12・栄11・小田11・山田巡回「蛇池神社前」バス停下車。